# GIMPS

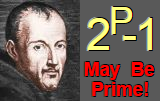
Logotip de GIMPS

La gran recerca de nombres primers de Mersenne per Internet (Great Internet Mersenne Prime Search) (GIMPS) és un projecte col·laboratiu de voluntaris que utilitzen programari lliure per buscar els nombres primers de Mersenne.
El projecte de GIMPS va ser fundat per George Woltman a 1996, qui també va escriure el programari Prime95 i MPrime. Scott Kurowski va escriure el servidor d'Internet PrimeNet que dona suport la recerca per donar a conèixer la empresa que va fundar a 1997 anomenada Entropia-distributed computing software. GIMPS és registrat com a Mersenne Research, Inc. Kurowski és i Executiu Vicepresident i director de Mersenne Research Inc. Es diu que GIMPS és un dels primers projecte de còmput distribuït a gran escala a Internet per propòsits de recerca.
Des de setembre de 2018, el projecte ha trobat un total de setze Nombres primers de Mersene, catorze dels quals eren els nombres primers sabuts més grans al seu temps respectiu de descobriment.
El nombre primer de Mersenne més gran conegut en l'actualitat es el 277,232,917 − 1 (o M77,232,917 escurçat). Aquest va ser descobert el 26 de desembre de 2017 per Jonathan Pace.
Per a realitzar les proves, el projecte confia principalment en la prova Lucas–Lehmer, un algoritme especialitzat en provar nombres primers de Mersenne i particularment eficaç en arquitectures d'ordinador binaris. També fan ús de la factorització per prova de divisions, utilitzat per eliminar els nombres de Mersenne ràpidament amb factors petits que formen una gran proporció de candidats. L'algoritme P-1 de Pollard és també utilitzat per buscar factors més grans.

## Història
El projecte va començar a principis de gener de 1996, amb un programa que va córrer en ordinadors i386. El nom pel projecte el va definir Luther Welsh, un dels primers investigadors i el co-descobridor del 29è prim de Mersenne.
Dins uns quants mesos, dotzenes de persones havien entrat a formar part de l'equip, i eren mes de mil pel final del primer any. Joel Armengaud, un participant, va descobrir la propietat prima de M1,398,269 a 13 de novembre de 1996.

## Estat
Des de octubre de 2017, GIMPS té un rendiment sostingut d'aproximadament 324 TeraFLOPS (o TFLOPS). A Novembre de 2012, GIMPS va mantenir 95 TFLOPS, teòricament guanyant la posició 330 entre els millors 500 sistemes d'ordinadors virtuals coneguts més potent en el món. El lloc precedit era llavors mantingut per 'Plataforma de Grup de l'HP 3000 BL460c G7' de Hewlett-Packard. Des de novembre de 2014 que GIMPS ja no apareix als resultats dels 500 millors.
Anteriorment, això era aproximadament 50 TFLOPS a principis de 2010, 30 TFLOPS a mitjans de 2008, 20 TFLOPS a mitjans de 2006, i 14 TFLOPS a principis de 2004.

## Llicència de programari
Tot i que el codi font del programari de GIMPS està públicament disponible, tècnicament no és programari lliure, des que té una restricció de forma que els usuaris han d'atenir-se als termes de distribució del projecte.
Concretament, si el programari descobreix un nombre primer amb com a mínim 100,000,000 dígits decimals, l'usuari només guanyarà 50,000$ del premi de 150,000$ ofertat per la Fundació de la Frontera Electrònica.
Els programes de tercer que s'utilitzen per provar els nombres primers de Mersenne, tals com Mlucas i Glucas (per a sistemes que no siguin x86), no tenen aquesta restricció.
GIMPS també "es reserva el drets de canviar aquesta EULA sense avisar i amb efecte retroactiu raonable."

## Nombres primers trobats

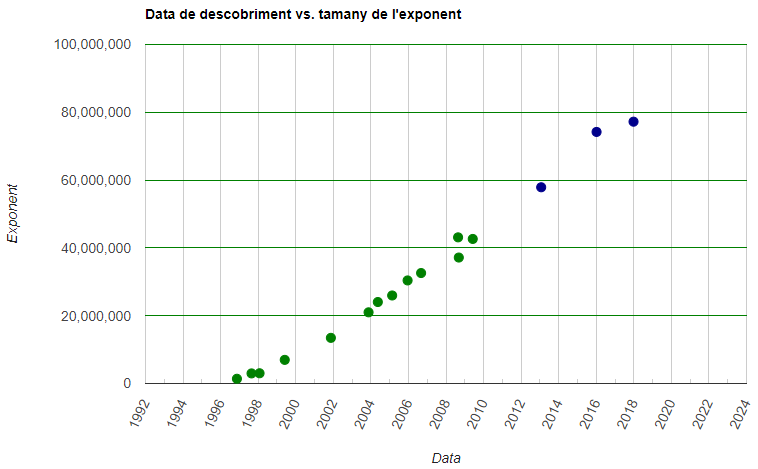
Gràfic de descobriments

Tots els nombres primers de Mersenne són de la forma Mp=2p − 1, on p és un nombre primer. Així que el nombre primer de Mersenne més petit en aquesta taula és el 21398269 − 1.
A la següent taula es troben els nombres primers de Mersenne ordenats segons l'ordre de descobriment; GIMPS ha trobat tots els primers a partir del 35è.
| #     | Data de descobriment   | Primer Mp    | Recompte de dígits | Processador                          |
| ----- | ---------------------- | ------------ | ------------------ | ------------------------------------ |
| 35    | 13 de Novembre de 1996 | M1398269     | 420,921            | Pentium (90 MHz)                     |
| 36    | 24 d'Agost de 1997     | M2976221     | 895,932            | Pentium (100 MHz)                    |
| 37    | 27 de Gener de 1998    | M3021377     | 909,526            | Pentium (200 MHz)                    |
| 38    | 1 de Juny de 1999      | M6972593     | 2,098,960          | Pentium (350 MHz)                    |
| 39    | 14 de Novembre de 2001 | M13466917    | 4,053,946          | AMD T-Ocell (800 MHz)                |
| 40    | 17 de Novembre de 2003 | M20996011    | 6,320,430          | Pentium (2 GHz)                      |
| 41    | 15 de Maig de 2004     | M24036583    | 7,235,733          | Pentium 4 (2.4 GHz)                  |
| 42    | 18 de Febrer de 2005   | M25964951    | 7,816,230          | Pentium 4 (2.4 GHz)                  |
| 43    | 15 de Desembre de 2005 | M30402457    | 9,152,052          | Pentium 4 (2 GHz forçat a 3 GHz)     |
| 44    | 4 de Setembre de 2006  | M32582657    | 9,808,358          | Pentium 4 (3 GHz)                    |
| 45    | 6 de Setembre de 2008  | M37156667    | 11,185,272         | Intel Core 2 Duo (2.83 GHz)          |
| 46    | 12 d'Abril 2009        | M42643801    | 12,837,064         | Intel Core 2 Duo (3 GHz)             |
| 47    | 23 d'Agost de 2008     | M43112609    | 12,978,189         | Intel Core 2 Duo E6600 CPU (2.4 GHz) |
| 48[†] | 25 de Gener de 2013    | M57885161    | 17,425,170         | Intel Core 2 Duo E8400 @ 3.00 GHz    |
| 49[†] | 7 de Gener de 2016     | M74207281    | 22,338,618         | Intel Core i7-4790                   |
| 50[†] | 26 de Desembre de 2017 | M77232917[‡] | 23,249,425         | Intel Core i5-6600                   |

^ † Des del 20 d'octubre de 2018, 45,285,749 és l'exponent més gran sota quin tots altres exponents primers han estat comprovats dues vegades, així que no ha estat verificat si existeixen nombres primers de Mersenne entre el 47è (M43112609) i el 50è (M77232917) en aquest gràfic; el ranking és per això provisional. A més, 80,878,753 és l'exponent més gran sota quin tots altres exponents primers han estat provats com a mínim un cop, així que tots els nombres primers de Mersenne sota el 50è (M77232917) han estat provats.
^ ‡ El nombre M77232917 té 23,249,425 dígits decimals. Per ajudar a visualitzar la mida d'aquest número, un traçat de processador de textos estàndard (50 línies per pàgina, 75 dígits per línia) requeriria 6,199 pàgines per mostrar-lo. Si un era per imprimir-lo fora utilitzant paper d'impressora estàndard, d'una cara, requeriria aproximadament de 12 raimes de paper.
Sempre que un possible nou nombre és notificat al servidor, és verificat primer abans de ser anunciat. La importància d'això va ser il·lustrat al 2003, quan un fals positiu va ser informat com al 40è nombre primer de Mersenne però la verificació va fallar.